# Darryl Johnson
Darryl Johnson, (nacido el 26 de octubre de 1965 en Flint, Míchigan) es un exjugador de baloncesto estadounidense. Con 1.85 de estatura, su puesto natural en la cancha era el de Base.

## Trayectoria
- High School. Central (Flint, Míchigan).
- 1983-87 Universidad Estatal de Míchigan.
- 1987-88 Chicago Rockers.
- 1988 Chicago Express
- 1989 Illinois Express
- 1989-90 Cedar Rapids Silver Bullets.
- 1990-91 Youngstown Pride
- 1991-92 Music City Jammers.
- 1992-94 Rockford Lightning.
- 1994-95 Omaha Racers.
- 1994-95 Townsville Suns.
- 1995-96 Omaha Racers.
- 1995-96 Cleveland Cavaliers.
- 1996-97 Napoli Basket.
- 1997-98 Club Bàsquet Girona.
- 1997-98 Idaho Stampede.
- 1998-99 Instituto de Córdoba.
- 1999-01
- Atlético San Isi
- 2001dro.
- 2001- Deportivo Roca (Río Negro)
- -02 Flint Fuze.
- 2002-03 Unión Deportiva Española Temuco. (Chile) - Defensor Sporting (Uruguay) (campeón)
- 2003-04 Peñarol Mar de Plata.